# Bob Weir
Bob Weir (nascido Robert Hall Weir em 16 de outubro de 1947) é um vocalista estadunidense, compositor e guitarrista, mais conhecido por ser um dos fundadores do famoso grupo Grateful Dead. Após o fim do Grateful Dead, Bob Weir tocou com o grupo The Other Ones, que, mais tarde, ficou conhecido como The Dead. Junto com outros membros fundadores do Grateful Dead. Ele também fundou e tocou em outras bandas durante e após a sua carreira no Grateful Dead, incluindo a banda Kingfish, a Bob Weir Band, Bobby and the Midnites, e sua atual banda, a RatDog.
Bob Weir tocou guitarra rítmica durante a sua carreira no Grateful Dead. Ele é mais conhecido por seu estilo único de vocal complexo, trazendo uma profundidade incomum e por seu estilo de conduzir um ritmo na guitarra.